# Gymnázium Dr. Emila Holuba

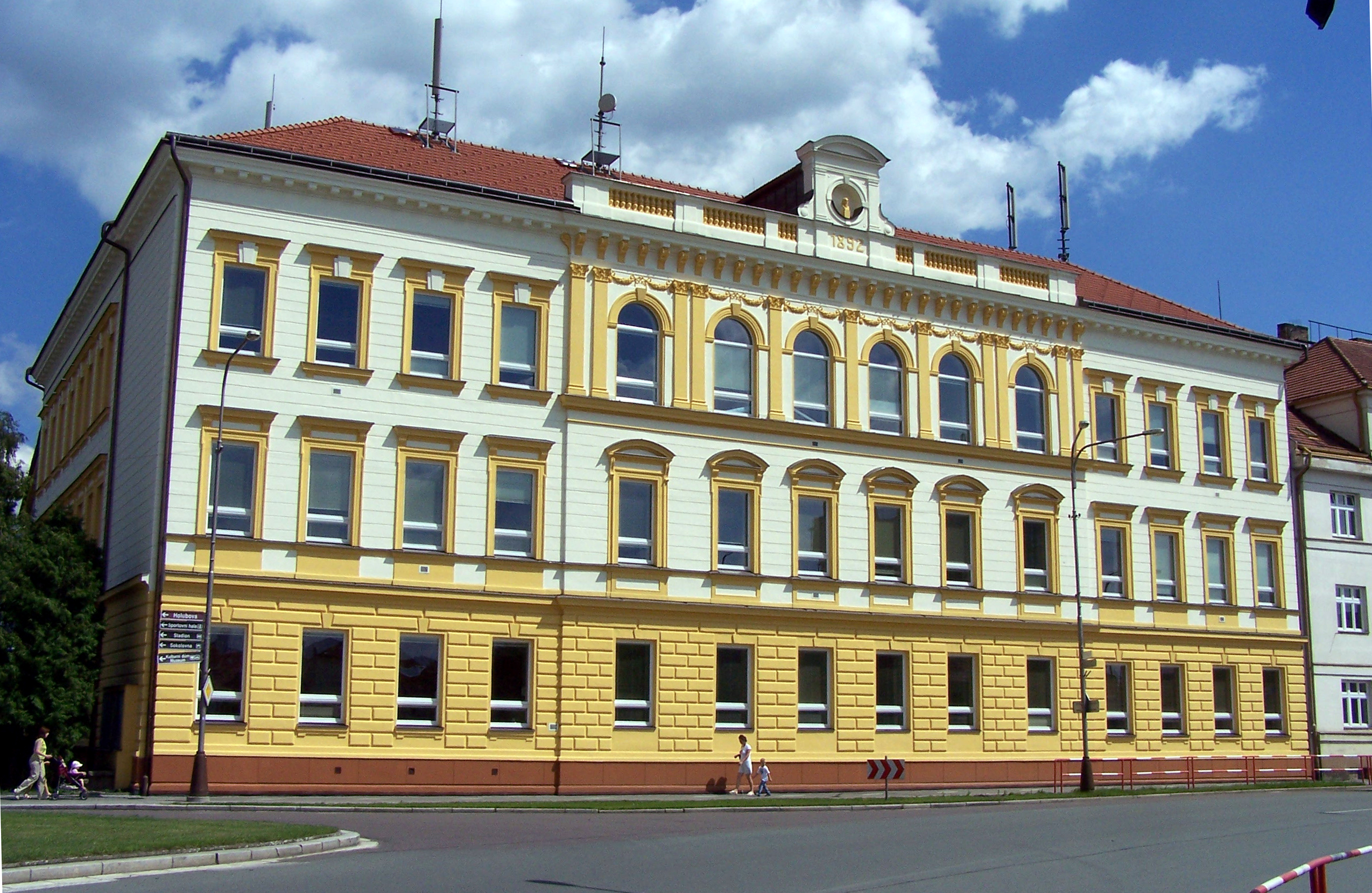
Původní budova Holického gymnázia

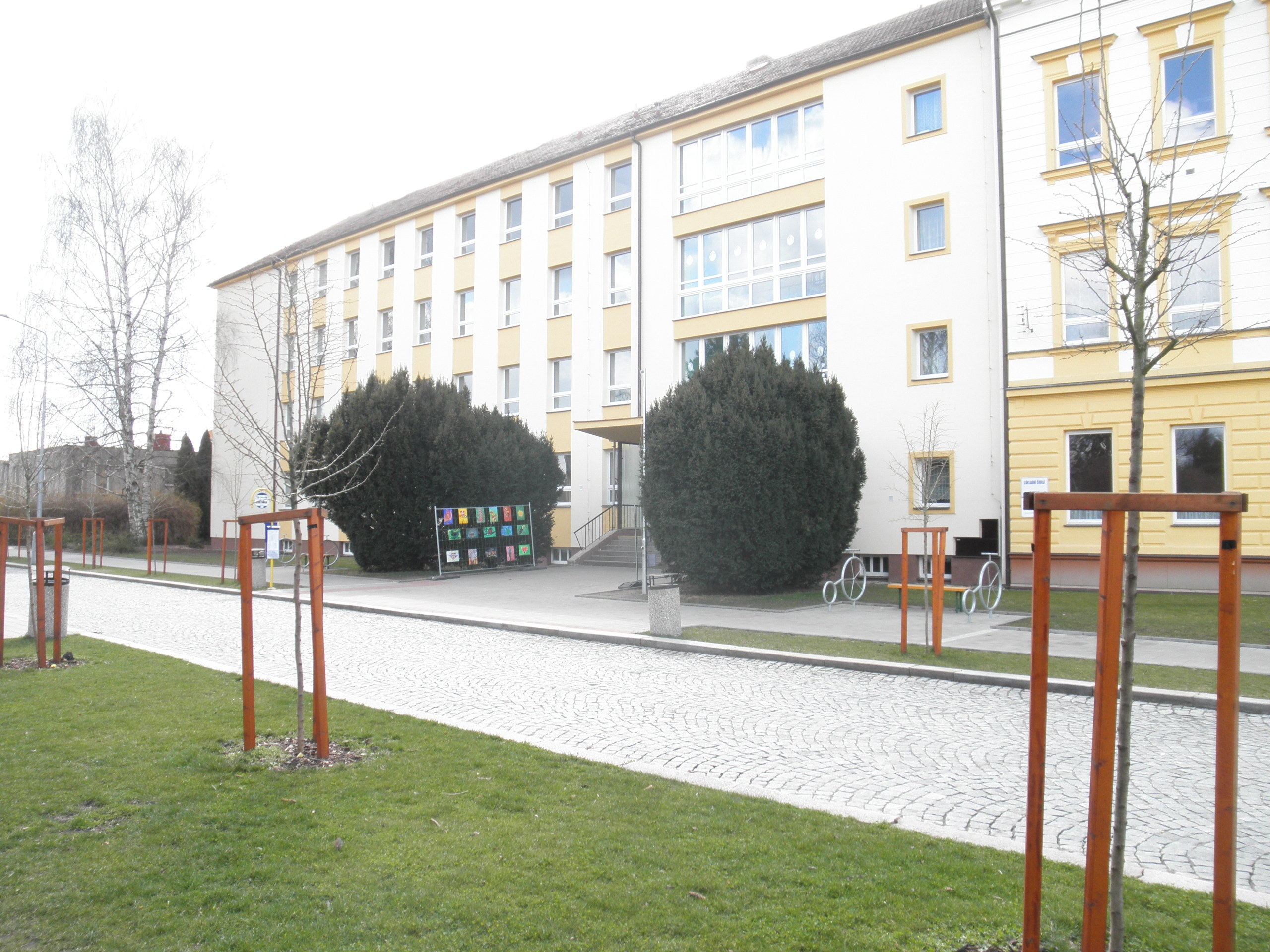
Novější přístavba původní budovy Holického gymnázia

Gymnázium Dr. Emila Holuba v Holicích zahájilo provoz ve školním roce 1954/1955 jako škola třetího stupně tzv. jedenáctileté střední školy. Od školního roku 1961/62 měla škola název Střední všeobecně vzdělávací škola a nové sídlo v Růžičkově ulici, v přístavbě k Základní škole Holubova, ve které nyní sídlí zvláštní škola.. Nová školní budova gymnázia byla postavena 31. srpna 1999 na adrese Na Mušce 1110 v okrajové části Holic.
Od 31. ledna 1999 nese gymnázium v Holicích čestný název Gymnázium Dr. Emila Holuba, místního rodáka a cestovatele.
Dne 7. prosince 2017 se v aule Gymnázia uskutečnilo setkání občanů s prezidentským kandidátem, profesorem Jiřím Drahošem, při příležitosti jeho návštěvy kraje a okolních obcí.

## Ředitelé
- Pavel Hiller 1954–1958
- Václav Vojtěch 1958–1980
- Marie Poláčková 1980–2006
- Milan Hrdlička 2006–2012
- Andrea Daňková 2013-

## Galerie

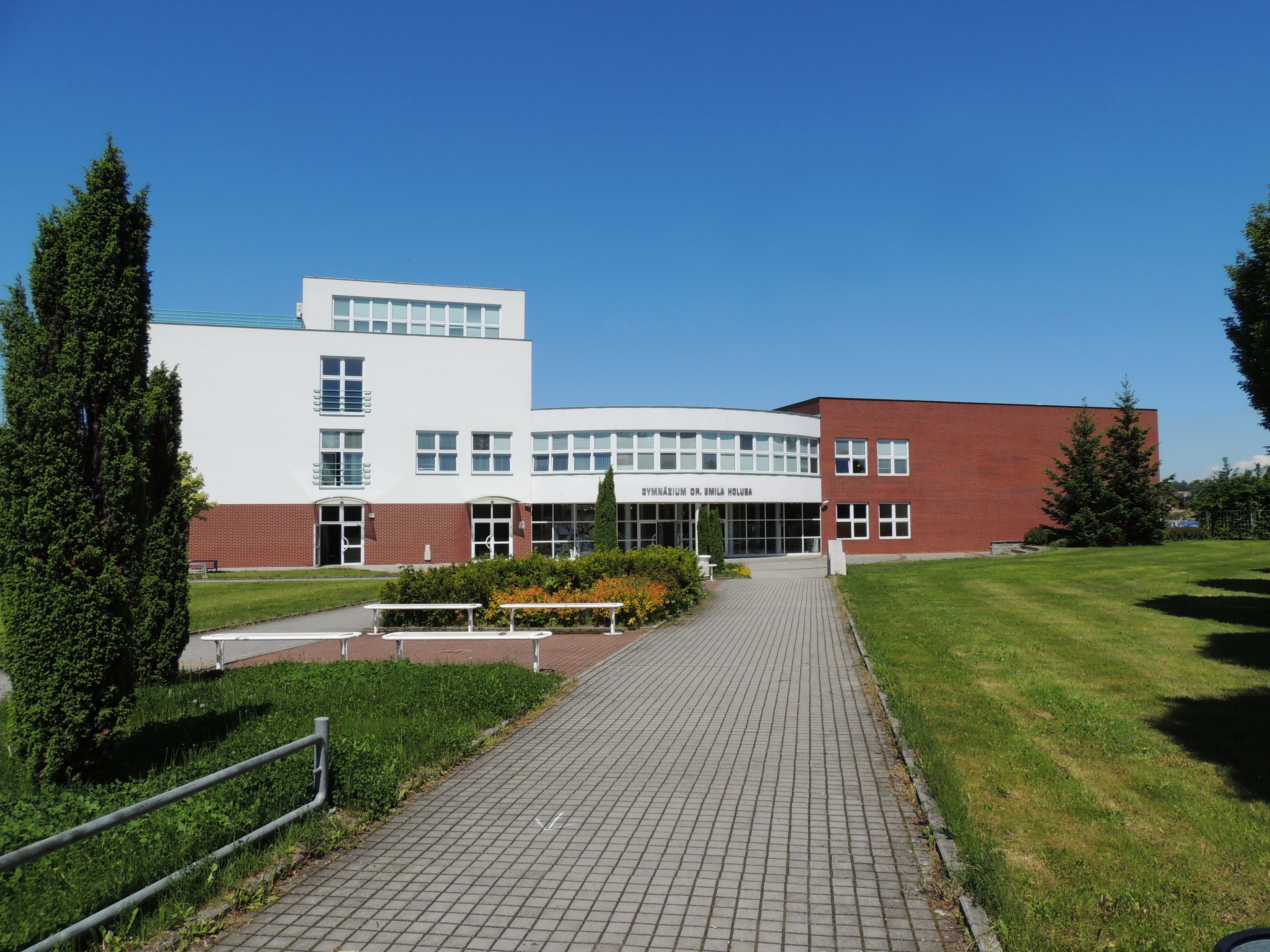
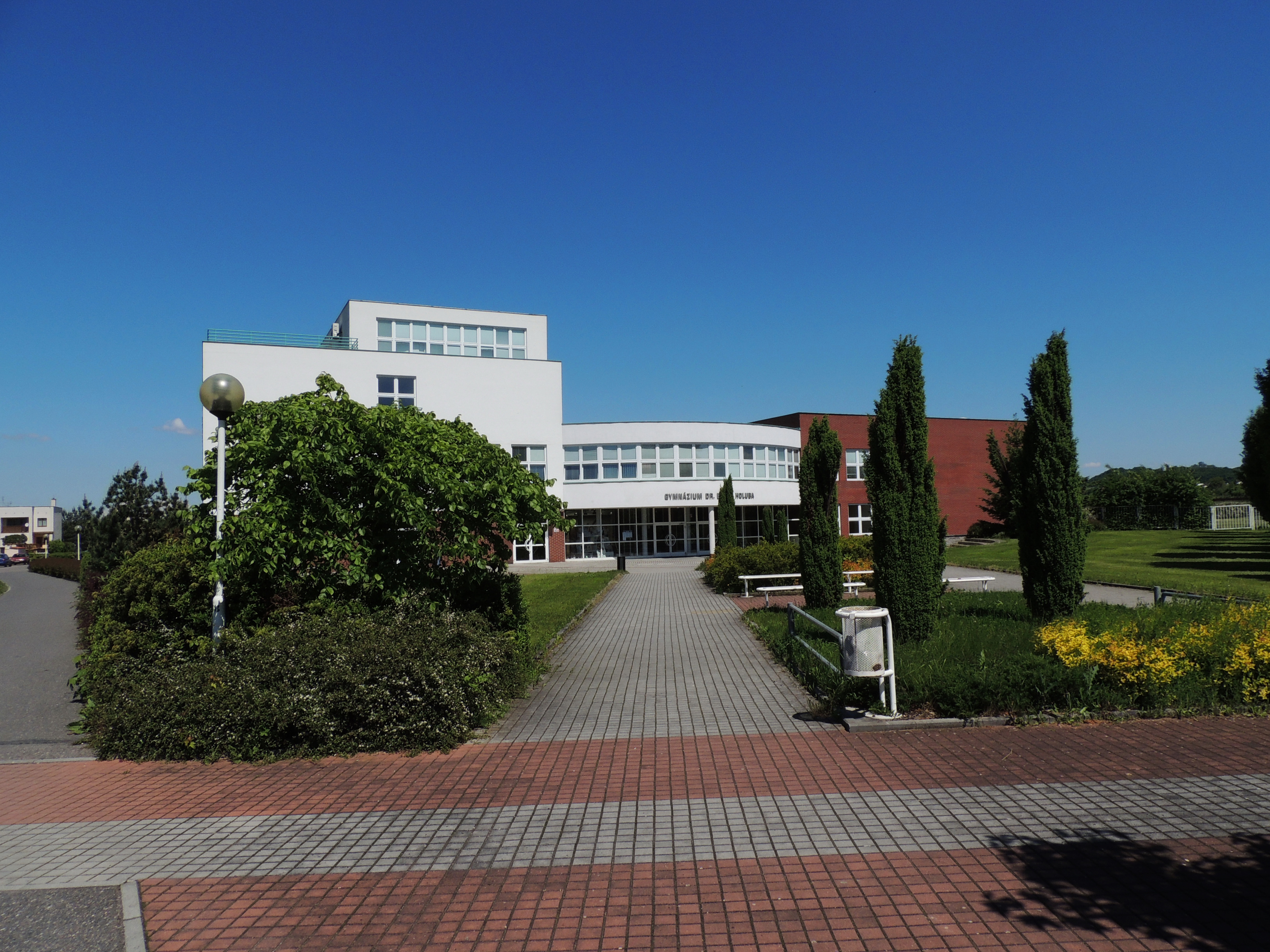
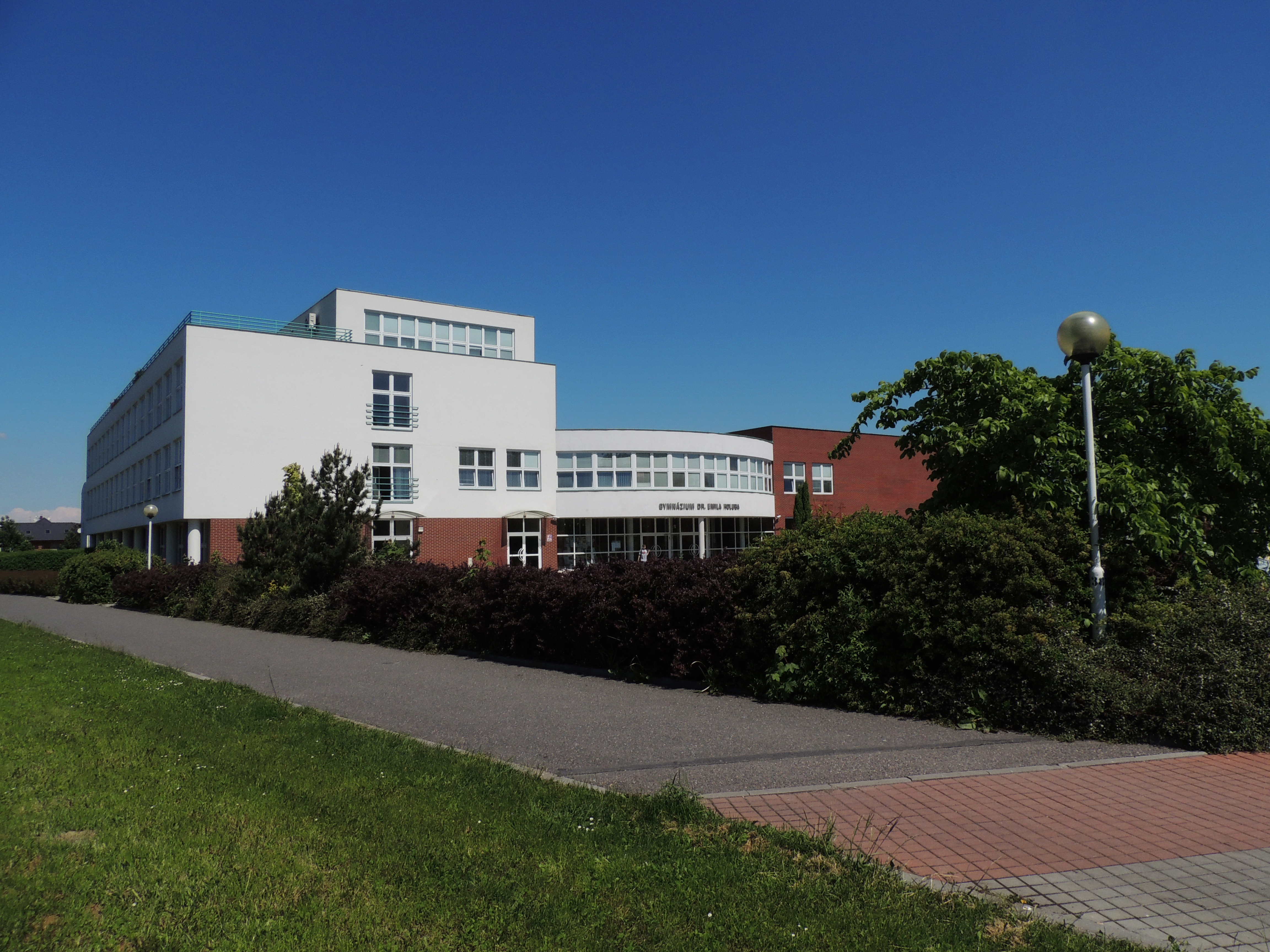
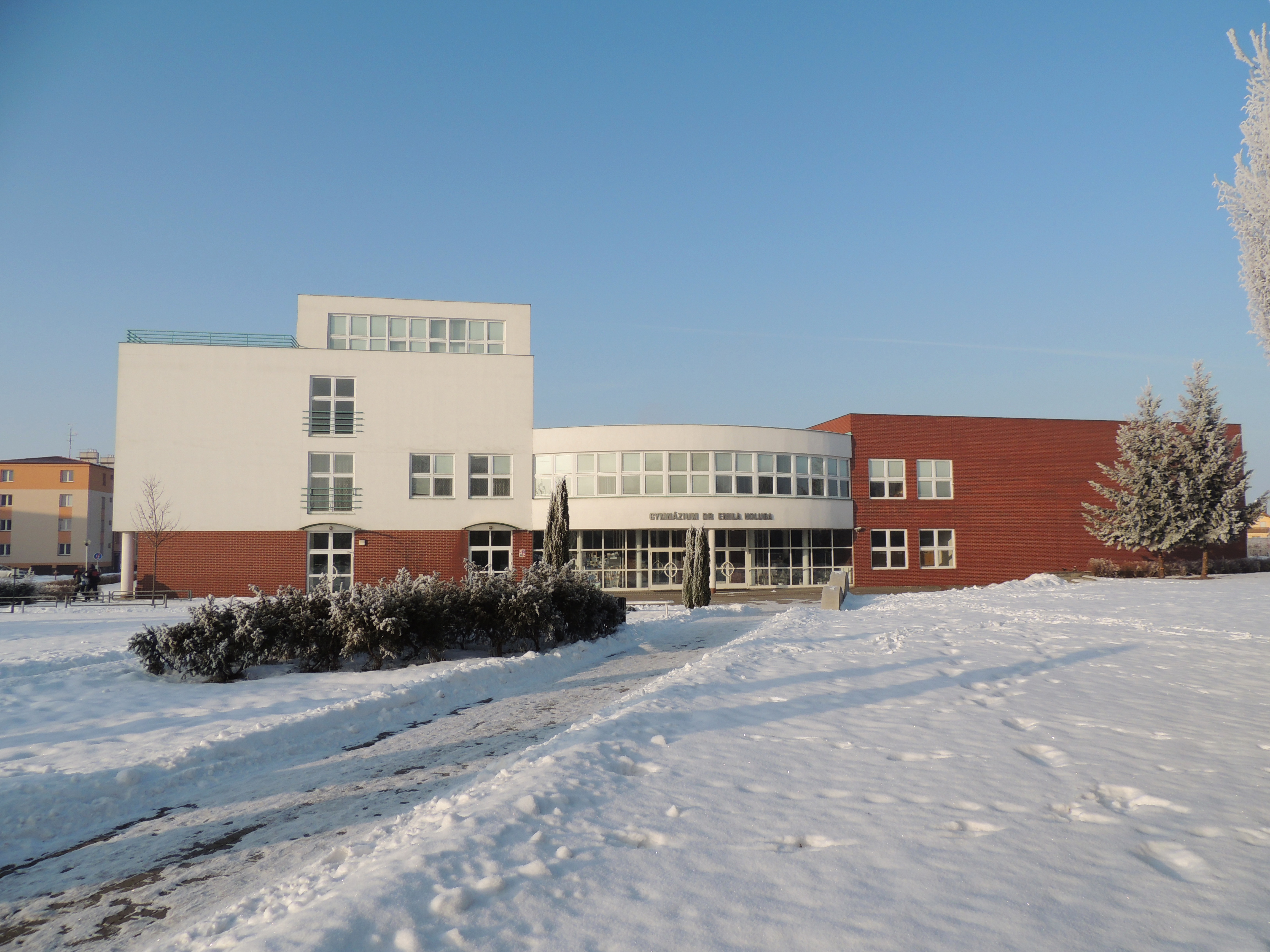
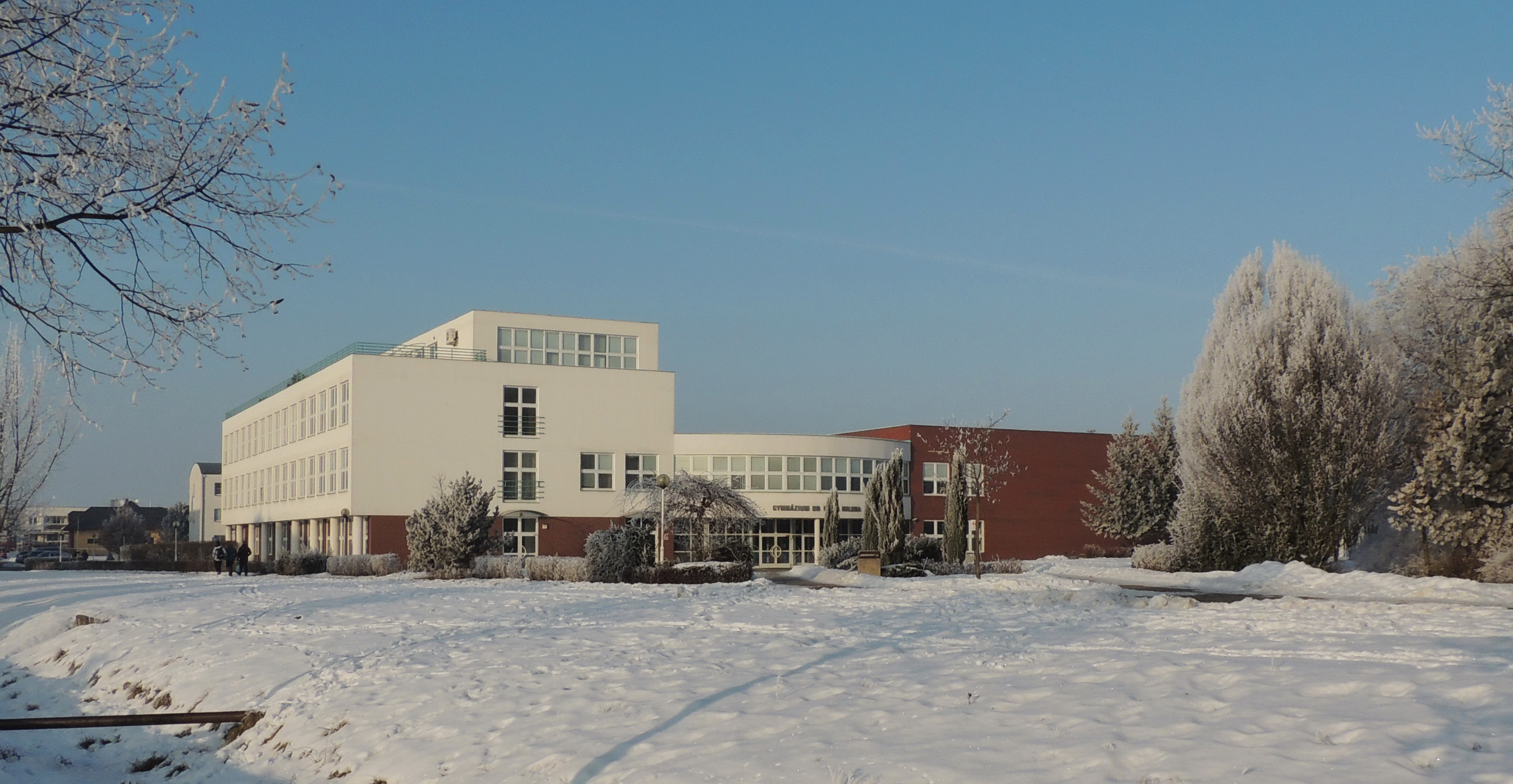
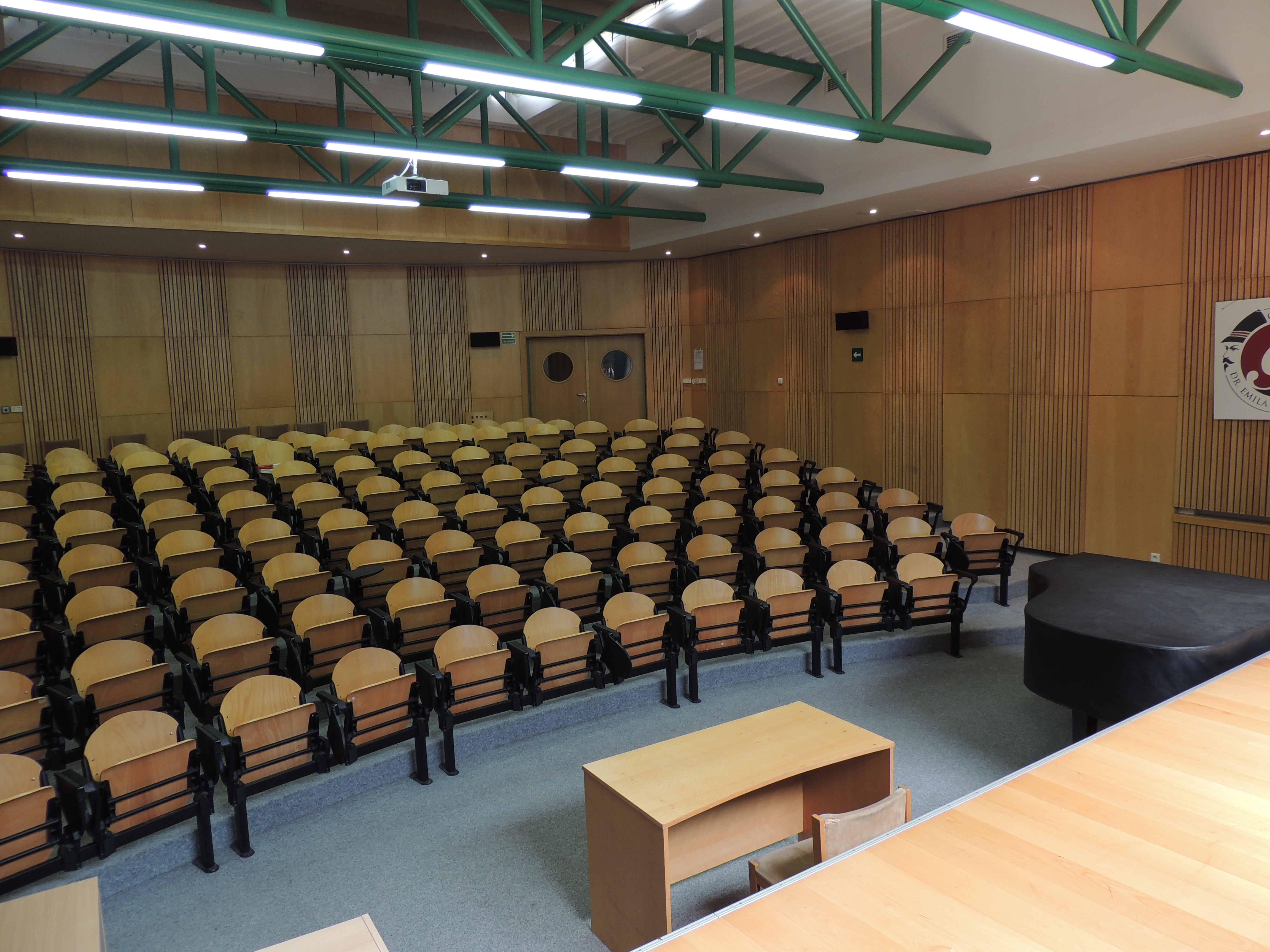
Aula
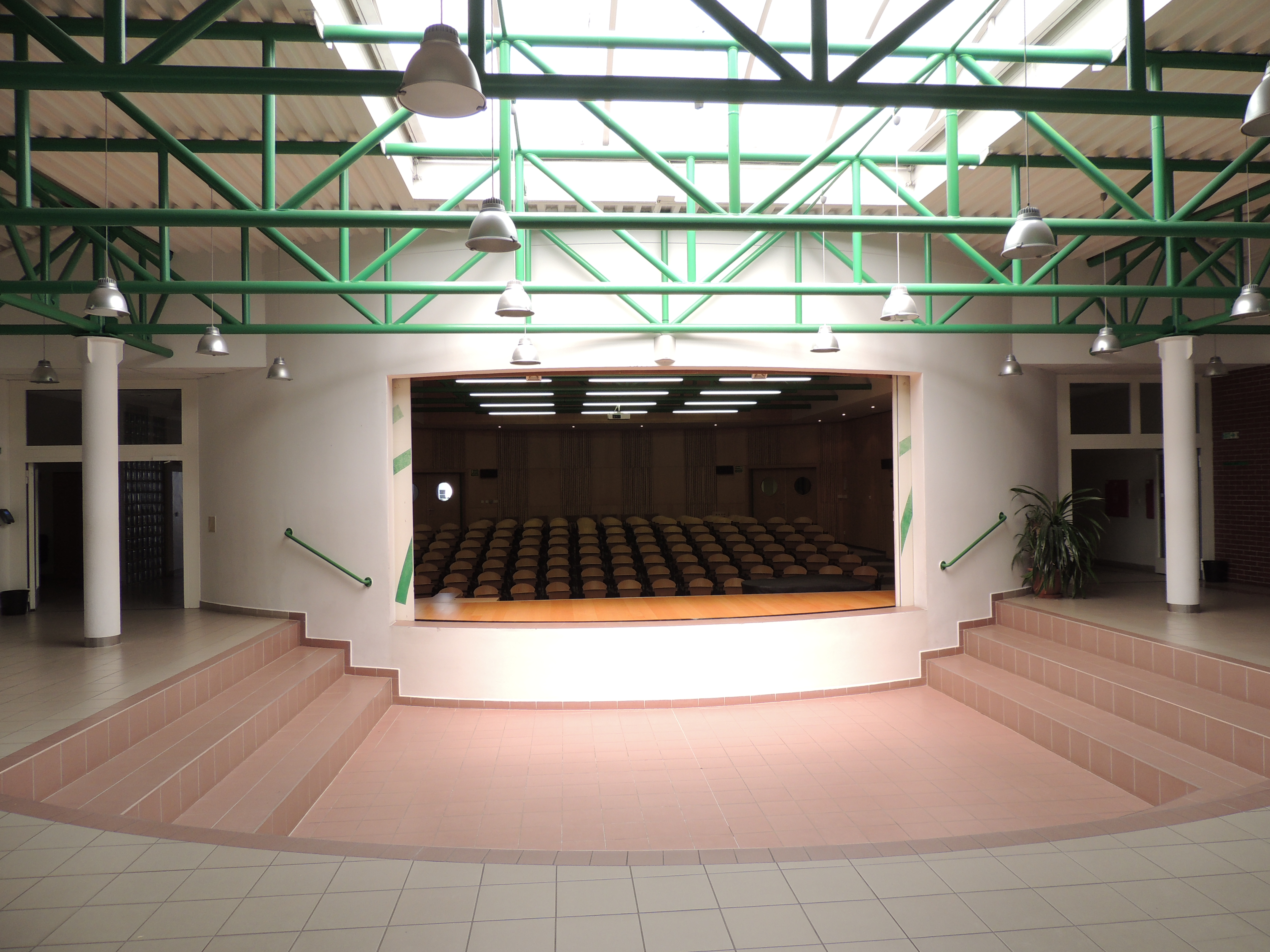
Vestibul
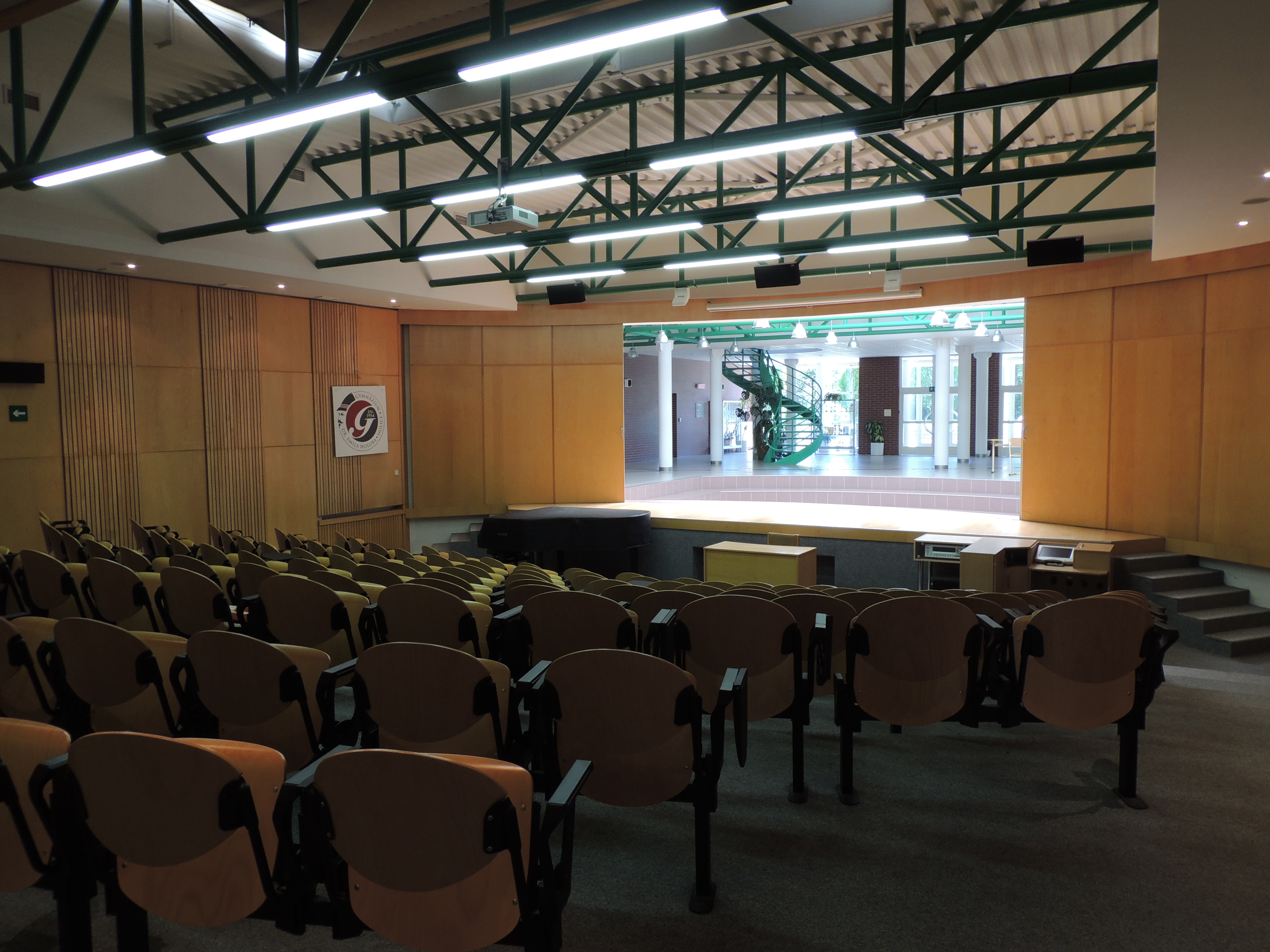
Aula
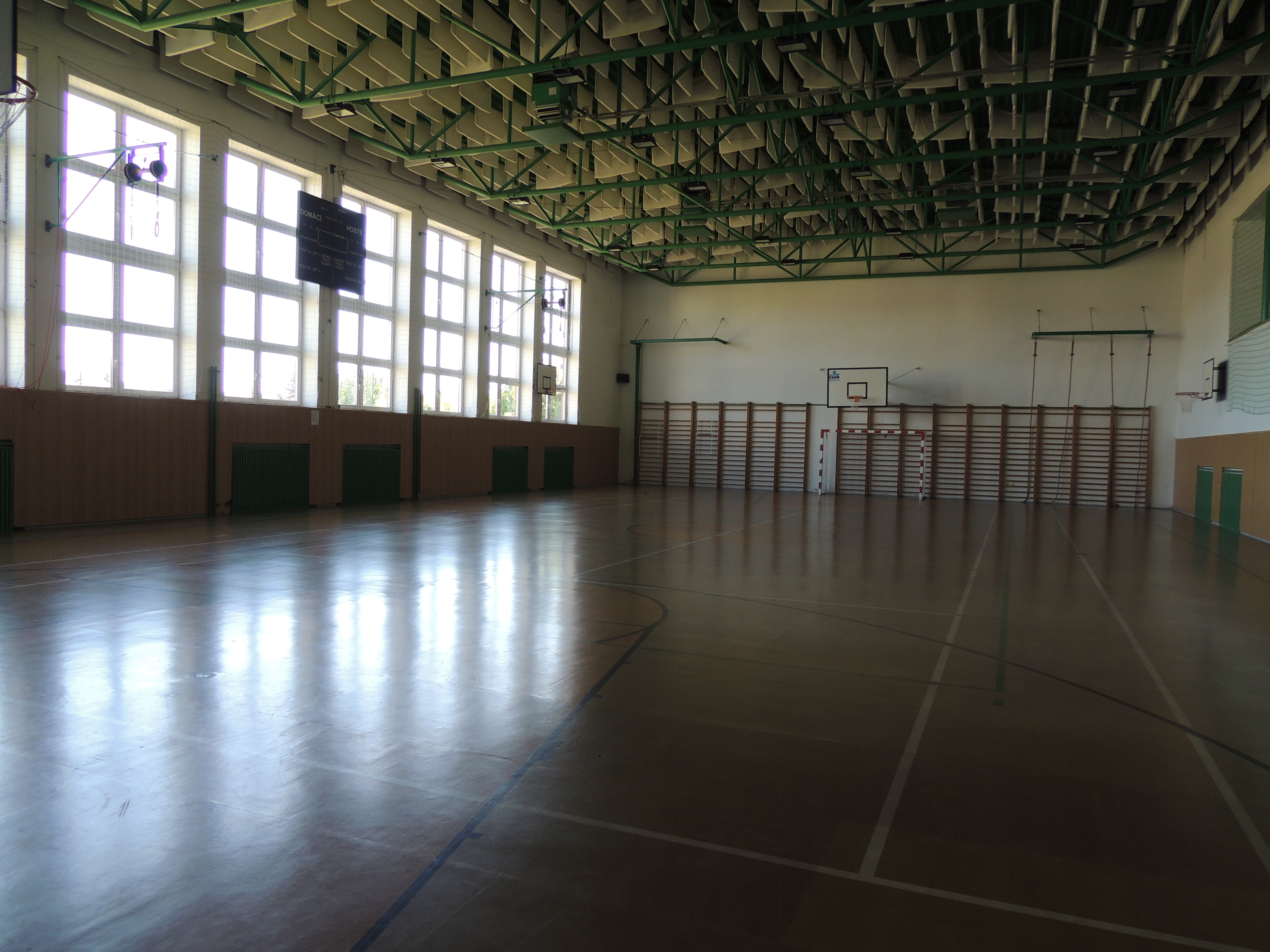
Tělocvična
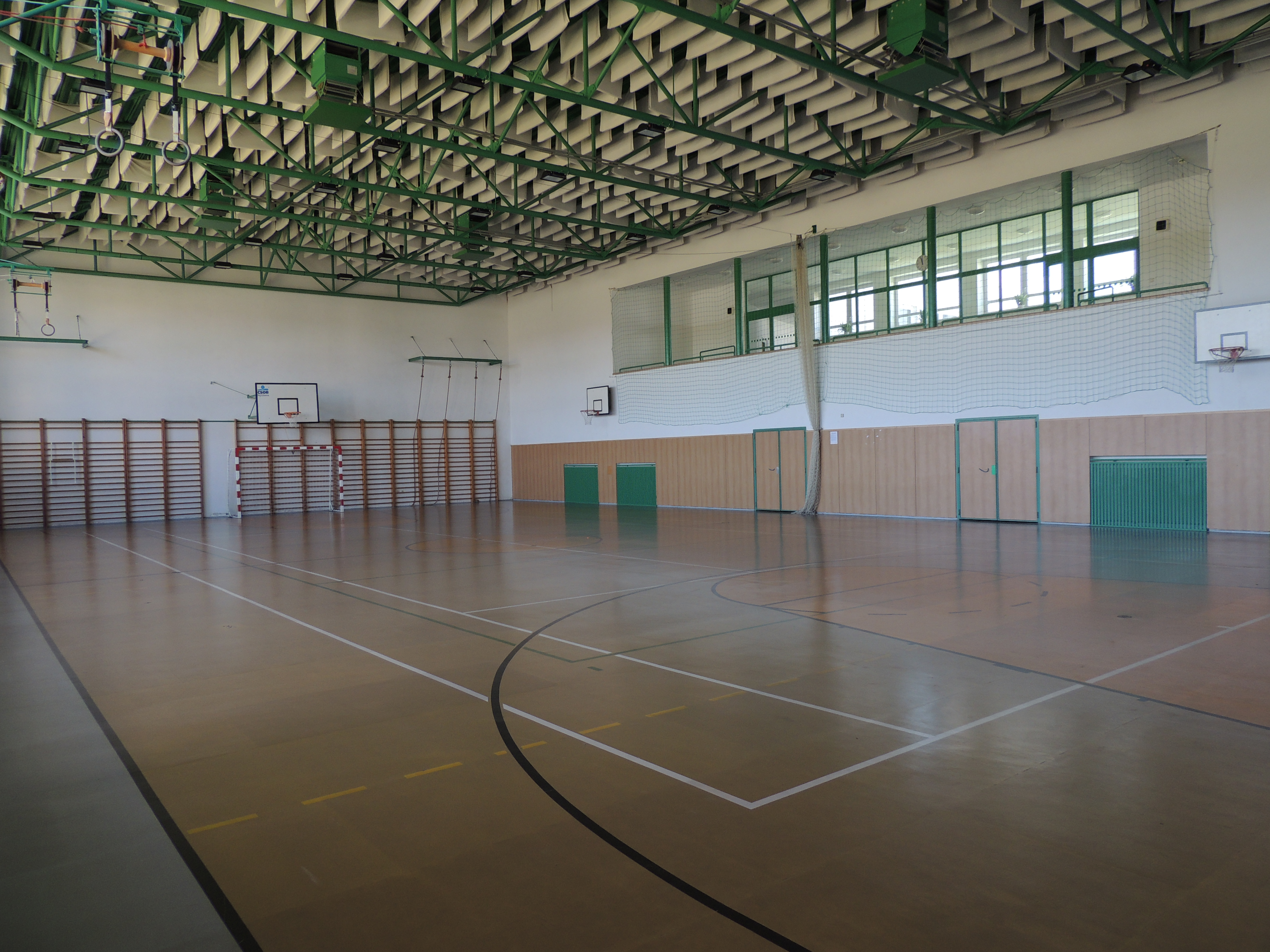
Tělocvična
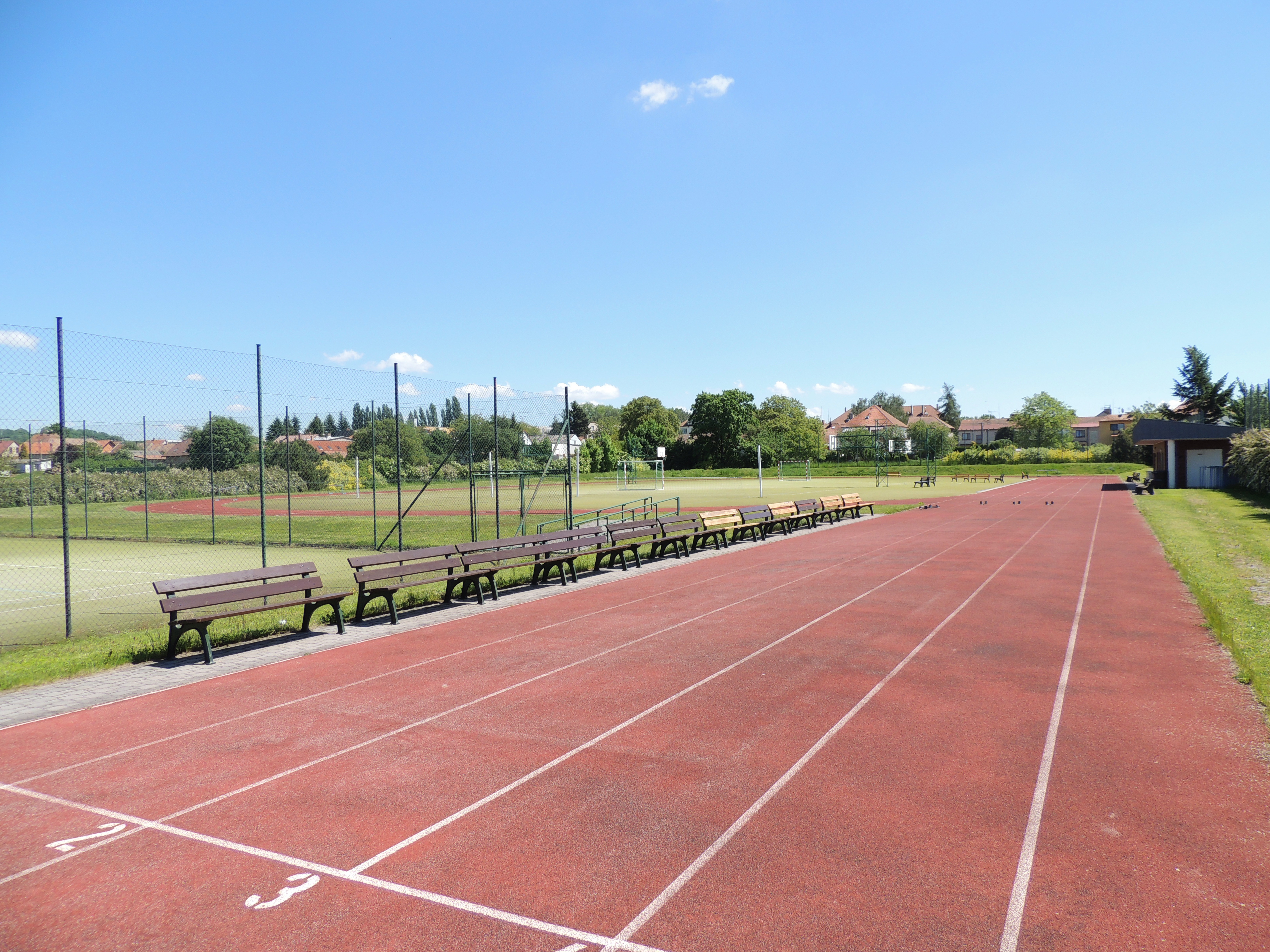
Venkovní sportoviště
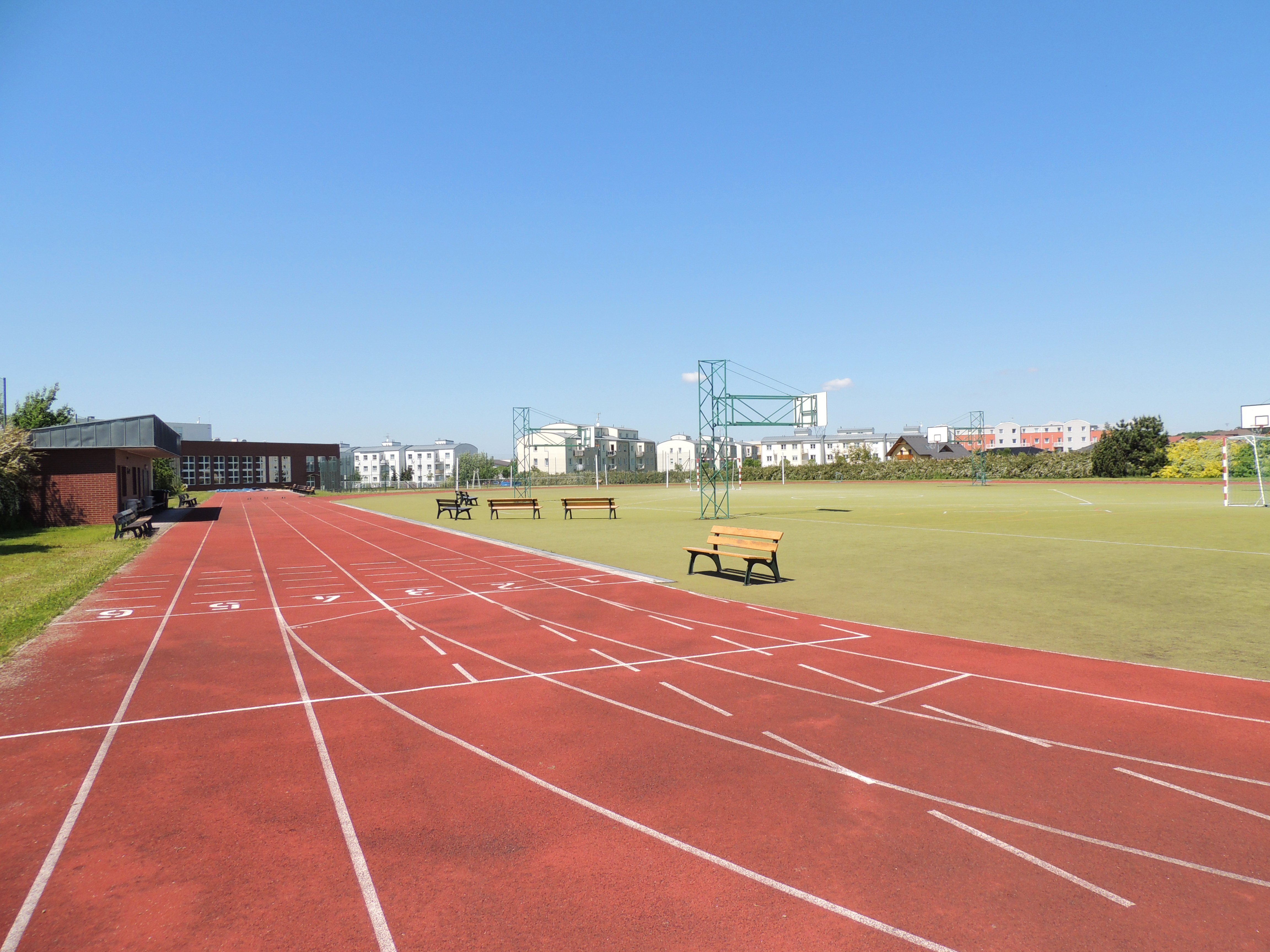
Venkovní sportoviště
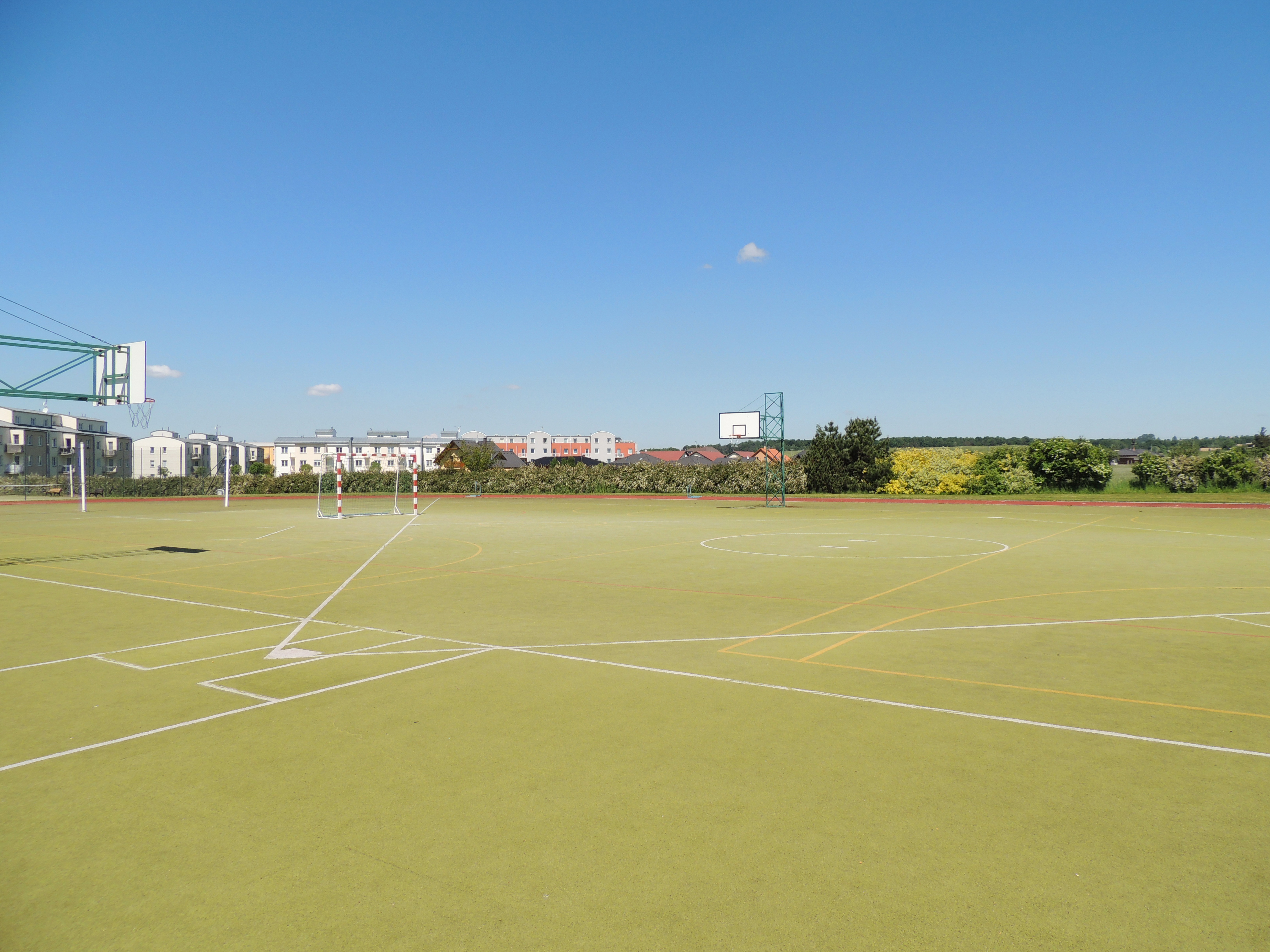
Venkovní sportoviště
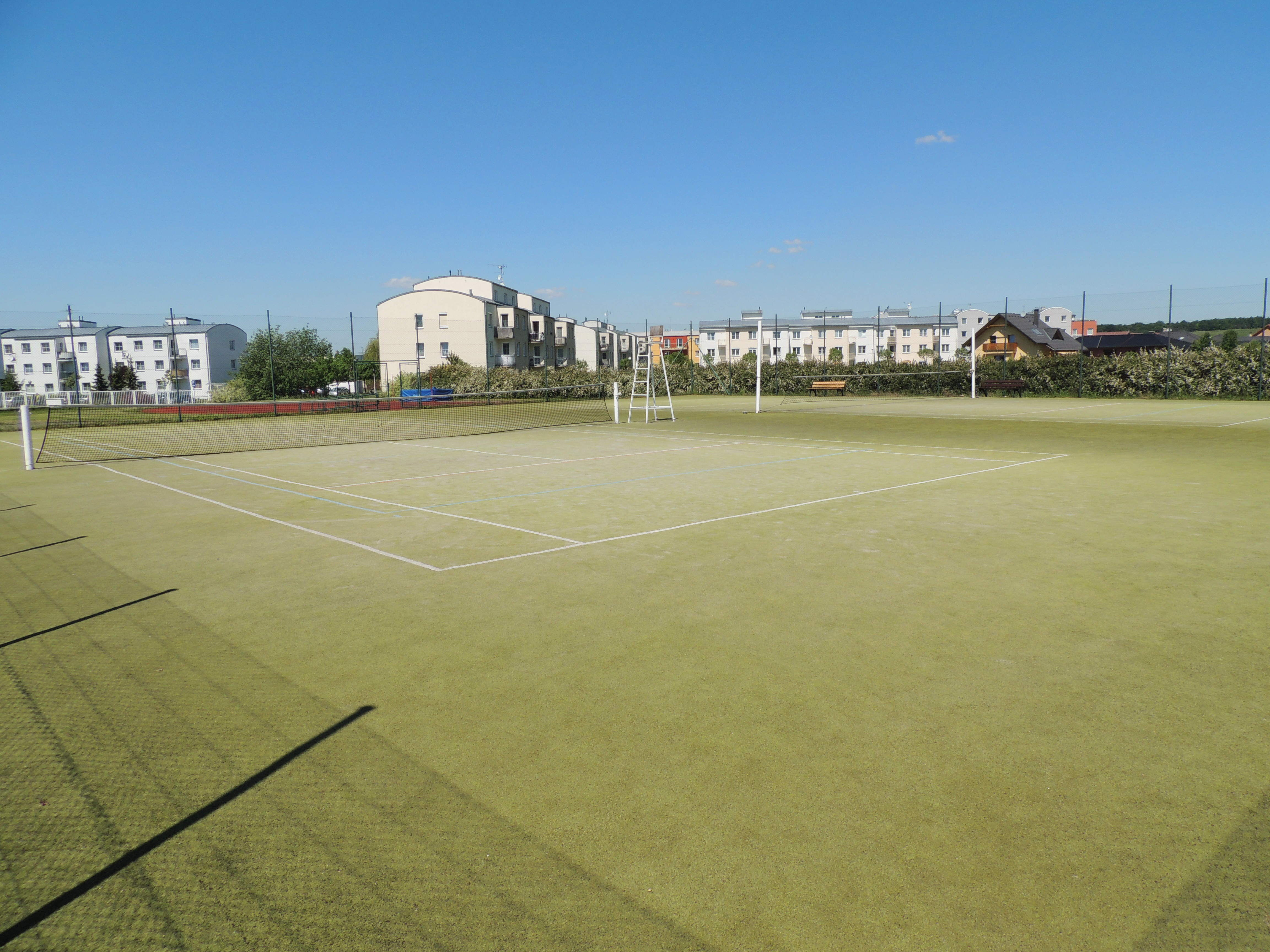
Venkovní sportoviště